# Cardiff Metropolitan University Football Club
El Cardiff Metropolitan University Football Club (en galés: Clwb Pêl-droed Prifysgol Met Caerdydd) es un club de fútbol de Gales, con sede en Cardiff. Fue fundado en 2000 y compite en la Cymru Premier, máxima categoría del fútbol galés.

## Historia
Fue fundado en el año 1964 en la capital Cardiff con el nombre Lake United y en su historia cuenta con tiempos turbulentos y constantes cambios de nombre por diversas razones, las cuales han sido:
- 1984 - AFC Cardiff
- 1990 - Se fusionaron con el Sully FC para crear al Inter Cardiff F.C.
- 1996 - Inter CableTel A.F.C. por razones de patrocinio
- 1999 - Inter Cardiff F.C.
- 2000 - Se fusionaron con el UWIC para crear al UWIC Inter Cardiff F.C.
- 2012 - Cardiff Metropolitan University F.C.

El equipo nuca ha sido campeón de Liga, pero ha ganado 4 subcampeonatos y ha ganado 1 torneo de Copa.
A nivel internacional ha participado en 4 torneos continentales, donde nunca ha superado la Ronda de Clasificación.

## Palmarés

### Torneos nacionales
- Copa de la Liga de Gales (1): 2018-19
- Segunda División de Gales (1): 2015-16
- Tercera División de Gales (1): 2013-14
- Cuarta División de Gales (2): 1995-96, 2012-13
- Copa Amateur de Gales (3): 1968, 1969, 1976

## Participación en competiciones de la UEFA
| Temporada | Torneo             | Ronda             | Club               | Casa | Visita | Global  |
| --------- | ------------------ | ----------------- | ------------------ | ---- | ------ | ------- |
| 1994–95   | UEFA Cup           | Preliminar        | GKS Katowice       | 0–2  | 0–6    | 0–8     |
| 1997–98   | UEFA Cup           | 1ª Clasificatoria | Celtic             | 0–3  | 0–5    | 0–8     |
| 1999–2000 | UEFA Cup           | Clasificatoria    | Gorica             | 1–0  | 0–2    | 1–2     |
| 2019–20   | UEFA Europa League | Preliminar        | Progrès Niederkorn | 2–1  | 0–1    | 2–2 (a) |